# Комінкі
Комінкі (пол. Kominki, нім. Komienen) — село в Польщі, у гміні Кольно Ольштинського повіту Вармінсько-Мазурського воєводства.
Населення — 108 осіб (2011).
У 1975-1998 роках село належало до Ольштинського воєводства.

## Демографія
Демографічна структура станом на 31 березня 2011 року:
|          | Загалом | Допрацездатний вік | Працездатний вік | Постпрацездатний вік |
| -------- | ------- | ------------------ | ---------------- | -------------------- |
| Чоловіки | 56      | 13                 | 37               | 6                    |
| Жінки    | 52      | 10                 | 31               | 11                   |
| Разом    | 108     | 23                 | 68               | 17                   |